# Латешт
Латешт (перс. لتشت) — село в Ірані, у дегестані Шандерман, у бахші Шандерман, шагрестані Масал остану Ґілян. У переписі 2006 року вказане як окремий населений пункт, але без відомостей про чисельність населення.

## Клімат
Середня річна температура становить 13,55 °C, середня максимальна – 27,83 °C, а середня мінімальна – -0,52 °C. Середня річна кількість опадів – 595 мм.
| Клімат поселення                              | Клімат поселення | Клімат поселення | Клімат поселення | Клімат поселення | Клімат поселення | Клімат поселення | Клімат поселення | Клімат поселення | Клімат поселення | Клімат поселення | Клімат поселення | Клімат поселення | Клімат поселення |
| Показник                                      | Січ.             | Лют.             | Бер.             | Квіт.            | Трав.            | Черв.            | Лип.             | Серп.            | Вер.             | Жовт.            | Лист.            | Груд.            |                  |
| Середній максимум, °C                         | 11,76            | 10,96            | 12,03            | 16,28            | 20,72            | 26,06            | 27,83            | 27,63            | 22,90            | 19,87            | 15,28            | 11,90            |                  |
| Середня температура, °C                       | 6,02             | 5,23             | 6,29             | 10,54            | 14,98            | 20,31            | 23,49            | 23,26            | 18,54            | 15,50            | 10,93            | 7,52             |                  |
| Середній мінімум, °C                          | 0,27             | −0,52            | 0,54             | 4,78             | 9,25             | 14,57            | 19,10            | 18,90            | 14,17            | 11,14            | 6,55             | 3,18             |                  |
| Норма опадів, мм                              | 53               | 46               | 63               | 61               | 40               | 22               | 11               | 23               | 52               | 77               | 61               | 86               |                  |
| Середньомісячна швидкість вітру, м/с          | 2.16             | 2.38             | 2.41             | 2.44             | 2.20             | 2.20             | 2.53             | 2.26             | 1.93             | 1.99             | 1.95             | 1.94             |                  |
| Середньомісячна сонячна радіація, кДж/м²·день | 6999             | 9320             | 11449            | 15928            | 19784            | 22464            | 23377            | 19868            | 16299            | 11273            | 8677             | 6689             |                  |
| --------------------------------------------- | ---------------- | ---------------- | ---------------- | ---------------- | ---------------- | ---------------- | ---------------- | ---------------- | ---------------- | ---------------- | ---------------- | ---------------- | ---------------- |
| Джерело:                                      |                  |                  |                  |                  |                  |                  |                  |                  |                  |                  |                  |                  |                  |